# Ticinosuchus

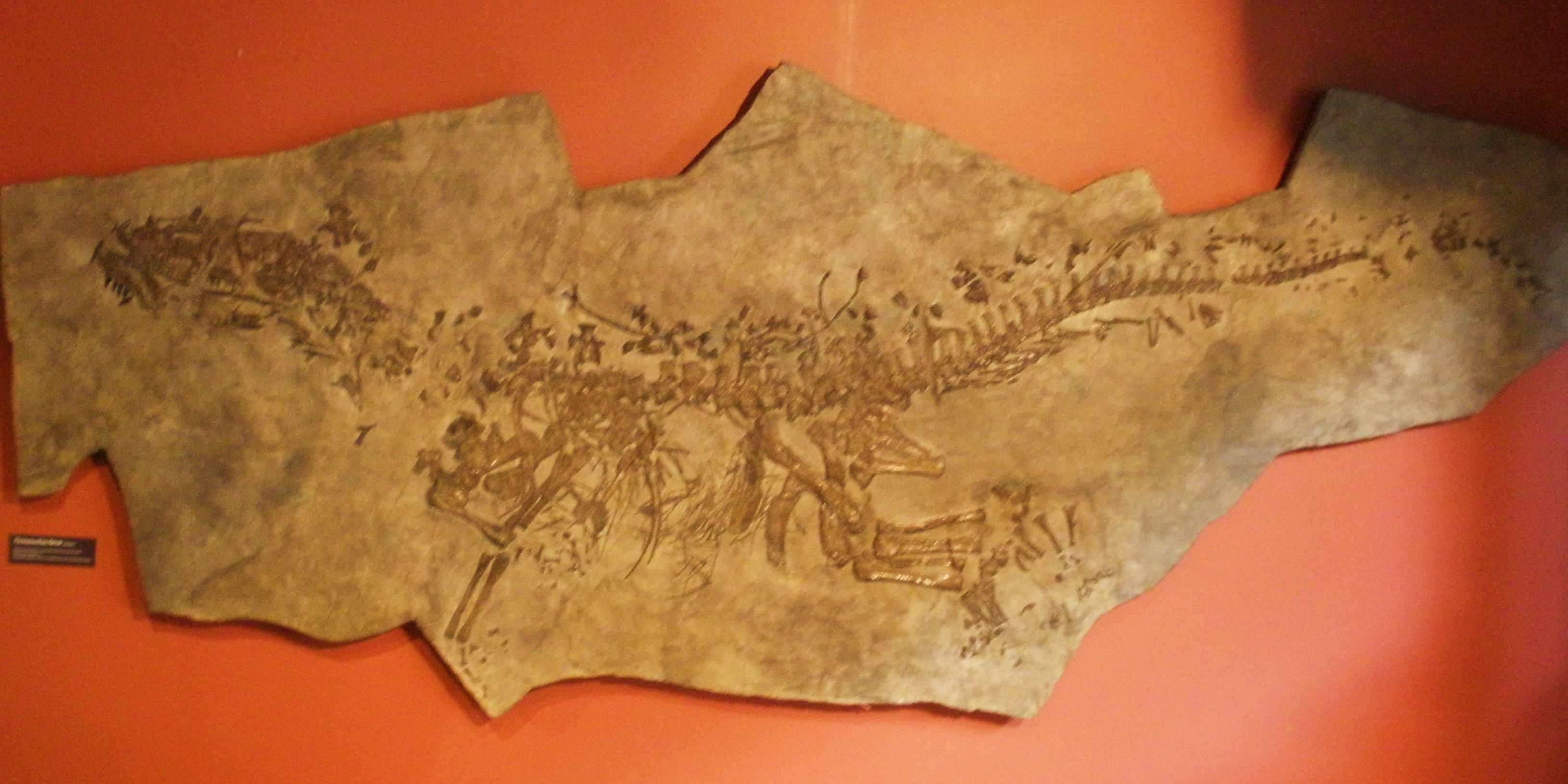
Ticinosuchus

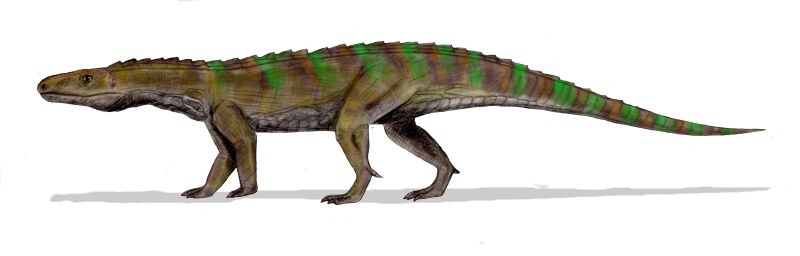
Ticinosuchus

Ticinosuchus byl rod archosaura z čeledi Prestosuchidae. Žil ve středním triasu (před 235 milióny let)v severní Itálii a Švýcarsku. Vážil přibližně 100 kg, na délku měřil až 3 metry a jeho končetiny mu dovolovaly aktivní běh. Na zádech se táhly dvě řady kostěných desek.